# Кулбо Тауншип (округ Монро, Пенсільванія)
Кулбо Тауншип (англ. Coolbaugh Township) — селище (англ. township) в США, в окрузі Монро штату Пенсільванія. Населення — 20 805 осіб (2020).

### Клімат
| Клімат : Кулбо Тауншип  | Клімат : Кулбо Тауншип | Клімат : Кулбо Тауншип | Клімат : Кулбо Тауншип | Клімат : Кулбо Тауншип | Клімат : Кулбо Тауншип | Клімат : Кулбо Тауншип | Клімат : Кулбо Тауншип | Клімат : Кулбо Тауншип | Клімат : Кулбо Тауншип | Клімат : Кулбо Тауншип | Клімат : Кулбо Тауншип | Клімат : Кулбо Тауншип | Клімат : Кулбо Тауншип |
| Показник                | Січ.                   | Лют.                   | Бер.                   | Квіт.                  | Трав.                  | Черв.                  | Лип.                   | Серп.                  | Вер.                   | Жовт.                  | Лист.                  | Груд.                  | Рік                    |
| Абсолютний максимум, °C | 16,1                   | 22,2                   | 27,2                   | 30,4                   | 31,7                   | 31,9                   | 34,1                   | 33,3                   | 31,6                   | 27,6                   | 23,6                   | 18,8                   | 34,1                   |
| Середній максимум, °C   | −0,7                   | 1,3                    | 5,9                    | 12,7                   | 18,8                   | 23,2                   | 25,5                   | 24,7                   | 20,7                   | 14,3                   | 8,3                    | 1,7                    | 13,1                   |
| Середня температура, °C | −5,3                   | −3,7                   | 0,4                    | 6,8                    | 12,6                   | 17,2                   | 19,7                   | 18,9                   | 15,1                   | 8,7                    | 3,5                    | −2,6                   | 7,7                    |
| Середній мінімум, °C    | −9,9                   | −8,7                   | −5,1                   | 0,9                    | 6,3                    | 11,2                   | 13,8                   | 13,2                   | 9,3                    | 3,2                    | −1,3                   | −6,8                   | 2,2                    |
| Абсолютний мінімум, °C  | −30,4                  | −25,7                  | −22,8                  | −12,5                  | −3                     | −0,4                   | 2,3                    | 0,1                    | −3,1                   | −8,8                   | −19,2                  | −26,8                  | −30,4                  |
| Норма опадів, мм        | 92                     | 84                     | 101                    | 114                    | 113                    | 123                    | 119                    | 101                    | 128                    | 124                    | 108                    | 102                    | 1309                   |
| Вологість повітря, %    | 74.8                   | 69.1                   | 65.2                   | 61.5                   | 63.1                   | 73.0                   | 72.6                   | 76.0                   | 77.0                   | 73.4                   | 71.8                   | 76.2                   | 71.2                   |
| ----------------------- | ---------------------- | ---------------------- | ---------------------- | ---------------------- | ---------------------- | ---------------------- | ---------------------- | ---------------------- | ---------------------- | ---------------------- | ---------------------- | ---------------------- | ---------------------- |
| Джерело: PRISM          |                        |                        |                        |                        |                        |                        |                        |                        |                        |                        |                        |                        |                        |

## Демографія
Згідно з переписом 2010 року, у селищі мешкали 20 564 особи в 6969 домогосподарствах у складі 5362 родин. Було 11163 помешкання
Расовий склад населення:
| - 56,4 % — білих - 27,8 % — чорних або афроамериканців - 1,8 % — азіатів - 0,7 % — корінних американців - 0,1 % — вихідців з тихоокеанських островів - 8,6 % — осіб інших рас |

До двох чи більше рас належало 4,6 %. Частка іспаномовних становила 23,3 % від усіх жителів.
За віковим діапазоном населення розподілялося таким чином: 28,5 % — особи молодші 18 років, 61,3 % — особи у віці 18—64 років, 10,2 % — особи у віці 65 років та старші. Медіана віку мешканця становила 37,4 року. На 100 осіб жіночої статі у селищі припадало 95,6 чоловіків;  на 100 жінок у віці від 18 років та старших — 92,0 чоловіків також старших 18 років.
Середній дохід на одне домашнє господарство  становив 67 927 доларів США (медіана — 53 616), а середній дохід на одну сім'ю — 72 887 доларів (медіана — 59 026). Медіана доходів становила 43 260 доларів для чоловіків та 32 506 доларів для жінок. За межею бідності перебувало 14,5 % осіб, у тому числі 21,2 % дітей у віці до 18 років та 4,7 % осіб у віці 65 років та старших.
Цивільне працевлаштоване населення становило 8641 особа. Основні галузі зайнятості: освіта, охорона здоров'я та соціальна допомога — 22,8 %, роздрібна торгівля — 13,4 %, мистецтво, розваги та відпочинок — 13,0 %.